# Een stille liefde
Een stille liefde is een Nederlandse film uit 1977, geregisseerd door René van Nie.
Dit was de derde lange speelfilm van regisseur René van Nie en de eerste hoofdrol in een speelfilm voor acteur Cor van Rijn. In de film wordt zijn zoon gespeeld door Sem de Jong, die vóór deze film geen acteerervaring had. Mede om die reden is de film chronologisch opgenomen in Nederland en België.

## Verhaal
Cor heeft zijn zoon, Sem, al een half jaar niet meer mogen zien nadat hij is gescheiden van zijn vrouw en besluit zonder toestemming zijn zoon mee te nemen (ontvoeren) op vakantie. Cor vertelt Sem dat zijn moeder ook mee op reis gaat, maar dat ze later komt. Over en weer belt Cor met zijn ex-vrouw, die uiteindelijk de politie inschakelt, wat ervoor zorgt dat vader en zoon uitwijken naar België. Uiteindelijk besluit Cor terug te keren naar Nederland, wat grote gevolgen met zich meebrengt.

## Rolverdeling
- Cor van Rijn als Cor
- Sem de Jong als Sem
- Mariëlle Fiolet als Mariëlle
- Chris Lomme als de vrouw uit België

## Trivia
- Ondanks de goede recensies was de film een flop in de bioscoop.
- René van Nie was zelf na zijn tweede film Kind van de zon gescheiden.

1896-1909 · 1910-19 · 1920-29 · 1930-39 · 1940-49 · 1950-59 · 1960-69 · 1970-79 · 1980-89 · 1990-99 · 2000-09 · 2010-19
· 2020-29